# جون مايلز فولي
جون مايلز فولي (بالإنجليزية: John Miles Foley)‏ هو عالم إنسان وصحفي أمريكي، ولد في 22 يناير 1947 في نورثهامبتون في الولايات المتحدة، وتوفي في 3 مايو 2012 في كولومبيا في الولايات المتحدة.